# Morning Musume Tanjou 10nen Kinentai
Morning Musume Tanjō 10nen Kinentai (モーニング娘。誕生10年記念隊 Morning Musume 10th Anniversary Group?) es una banda japonesa de rock formada en 2007. Este es un grupo temporal que consta de cinco miembros que forman o formaron parte del grupo Morning Musume, y fue creado para celebrar los diez años de la creación de Morning Musume. Lanzaron un sencillo conmemorativo llamado "Bokura ga Ikiru MY ASIA".
Tsunku, el productor de Morning Musume, declaró que los miembros escogidos simbolizan el principio de la base del grupo. Además, cada miembro era de una generación impar.

## Miembros
- Kaori Iida
- Natsumi Abe
- Maki Goto
- Risa Niigaki
- Koharu Kusumi

## Discografía

### Sencillos
| N.º | Título                                                              | Fecha de lanzamiento |
| --- | ------------------------------------------------------------------- | -------------------- |
| 1   | Bokura ga Ikiru MY ASIA (僕らが生きる MY ASIA We're Alive MY ASIA?) | 24 de enero de 2007  |
| 2   | Itoshiki Tomo e (愛しき悪友へ To My Beloved Companion?)             | 8 de agosto de 2007  |

### DVD
| N.º | Título | Fecha de lanzamiento    |
| --- | --- | ----------------------- |
| 1   | Single V Bokura ga Ikiru MY ASIA (シングルV 「僕らが生きる MY ASIA」?)                                                                              | 24 de enero de 2007     |
| 2   | Single V Itoshiki Tomo e (シングルV 「愛しき悪友へ」?)                                                                                              | 22 de agosto de 2007    |
| 3   | Morning Musume Tanjō 10 Nen Kinentai Concert Tour 2007 Natsu: Thank You My Dearest (モーニング娘。誕生10年記念隊 2007夏 ～サンキュー My Dearest～?) | 14 de noviembre de 2007 |